# 정구
정구(庭球) 또는 소프트 테니스(영어: soft tennis)는 코트 중앙에 네트를 두고 양쪽으로 나뉘어 진행하는 스포츠로, 자신의 코트 안에서 라켓을 사용해 공을 상대방의 코트로 넘겨 점수를 획득하는 방식으로 진행된다. 과거에는 테니스 (경식정구)를 일컫는 용어로 함께 사용되기도 하였으나 오늘날에는 연식정구 (軟式庭球)만을 가리키는 말로 쓰인다. 테니스와 마찬가지로 단식과 복식이 존재하며, 단단한 노란색 공 (경식 공)을 사용하는 테니스와는 달리 무른 고무공 (연식 공)을 사용한다.
주로 대한민국, 일본, 타이완, 필리핀 등 아시아 지역에서 성행하는 스포츠로, 2004년에 유럽 지역에 도입되어 벨기에, 네덜란드, 폴란드, 헝가리, 체코, 영국 등지에 정구 연맹이 설립되었다. 국제 정구 연맹 (ISTF)에서 총괄하고 있으며, 관련 국제 대회를 운영하고 있다.